# Cabinda (província)
Cabinda é uma das 21 províncias de Angola, localizada na região norte do país, sendo a mais setentrional e também único exclave da nação. A capital é a cidade e município de Cabinda.
Segundo as projeções populacionais de 2018, elaboradas pelo Instituto Nacional de Estatística, conta com uma população de 801 374 habitantes e com uma área territorial de 7 283 km², sendo a província mais densamente povoada de Angola depois de Luanda.
Administrativamente, a província é constituída pelos municípios de Angoio, Belize, Buco-Zau, Cabinda, Cacongo, Liambo, Miconje, Massabi, Necuto e Tando Zinze.

## Etimologia
Segundo o historiador e padre Joaquim Martins, o nome "Cabinda" tem origem da junção do termo "Mafuca" com o nome próprio "Binda", onde a aglutinação da última sílaba da palavra "Mafuca" — que nos antigos reinos de Loango, Cacongo e Angoio-Nagoio era uma espécie de intendente-geral do comércio e dignitário do rei que, em nome deste último, tratava de todas as transações comerciais — junta-se a "Binda", que era o nome do "Mafuca" naquela época. Este intendente-geral do comércio de nome Binda era, portanto, um importante funcionário público que tratava questões de interesse dos reinos nativos com os portugueses.
Por sua vez o nome próprio "Binda" deriva do termo mbinda, nome popular do muntual — um dos antílopes mais abundantes na província cabindina.

## Geografia
O território é um exclave angolano, sendo limitado ao norte pela República do Congo, a leste e ao sul pela República Democrática do Congo e a oeste pelo Oceano Atlântico.

### Clima
Segundo a classificação climática de Köppen-Geiger predomina em toda a província o clima tropical de savana (Aw/As), com precipitações anuais em torno de 800 mm, com alta pluviosidade ao longo do ano. A temperatura média anual varia entre os 25 e os 30º Celsius.

### Demografia
A população de Cabinda pertence na sua quase totalidade aos povos bantos, majoritariamente grupo dos congos e subgrupo dos ibindas. Os ibindas estão distribuídos em oito tribos/clãs: bauóio, bacuacongo, balinge, baluango, basundi, baiombe, bavili e bacochi. Presença relevante de outras frações étnicas ou de nacionalidades distintas há basicamente na capital provincial, com o restante do território etnicamente mais homogêneo.
A principal língua falada é o português, com o principal idioma tradicional o ibinda, considerado um dialecto da língua congo.

### Ecologia, flora e fauna
Toda a faixa leste e litorânea, com frações no extermo norte da província, é dominada pela ecorregião das "savanas e florestas de escarpa angolanas", com flora de árvores altas rodeadas de ervas altas, com áreas de mangais e pântanos nas margens dos rios, especialmente na Laguna de Massabi, no Lago Lumbo e no Pântano de Lândana, com manchas de floresta nublada nas partes mais montanhosas e bosques secos de pastagens arborizadas. Já no centro, oeste e norte da província predomina a ecorregião das "florestas equatoriais atlânticas", região de florestas húmidas de folhas largas, com especial destaque para a "floresta de Maiombe".
Dentre as espécies da fauna da província cabindina destacam-se o morcego-frugívoro-menor-angolano, o elefante-da-floresta, o sapo-nariz-de-Perret, a rã-de-garras-de-André, o papagaio-do-congo, o muntual, o gorila-ocidental-das-terras-baixas e o chimpanzé-central.

### Hidrografia
O principal curso d'água é o rio Chiluango, que nasce no Congo-Quinxassa, tendo como afluentes os rios Luali, Lufe e Lombe. Outros flúmens importantes são os rios Lubinda (formador da Laguna de Massabi), Lulondo e Lucola. A Laguna de Massabi é o maior reservatório natural de água cabindina, além de ser importante polo pesqueiro, bem como as lagoas de água doce de Sassa-Zau, Manenga e Chuquisse.

### Proteções litorâneas
Os principais marcos litorâneos de Cabinda são as baías de Cabinda, Malembo e Lândana, importantes polos pesqueiros marítimos e referenciais de navegação.

### Relevo
As elevações mais relevantes se encontram nos Maciços de Maiombe e em sua extensão, a Serra do Muabi. Destaque também para o Morro do Chizo, para as Pedras do Chinga e para as escarpas litorâneas do Chiazi-Fútila. Há também as relevantes planícies do Malembo, da Sanga, de Massabi-Chicamba, de Chipita e a planície pantanosa de Lândana.

## História

### Contatos com europeus

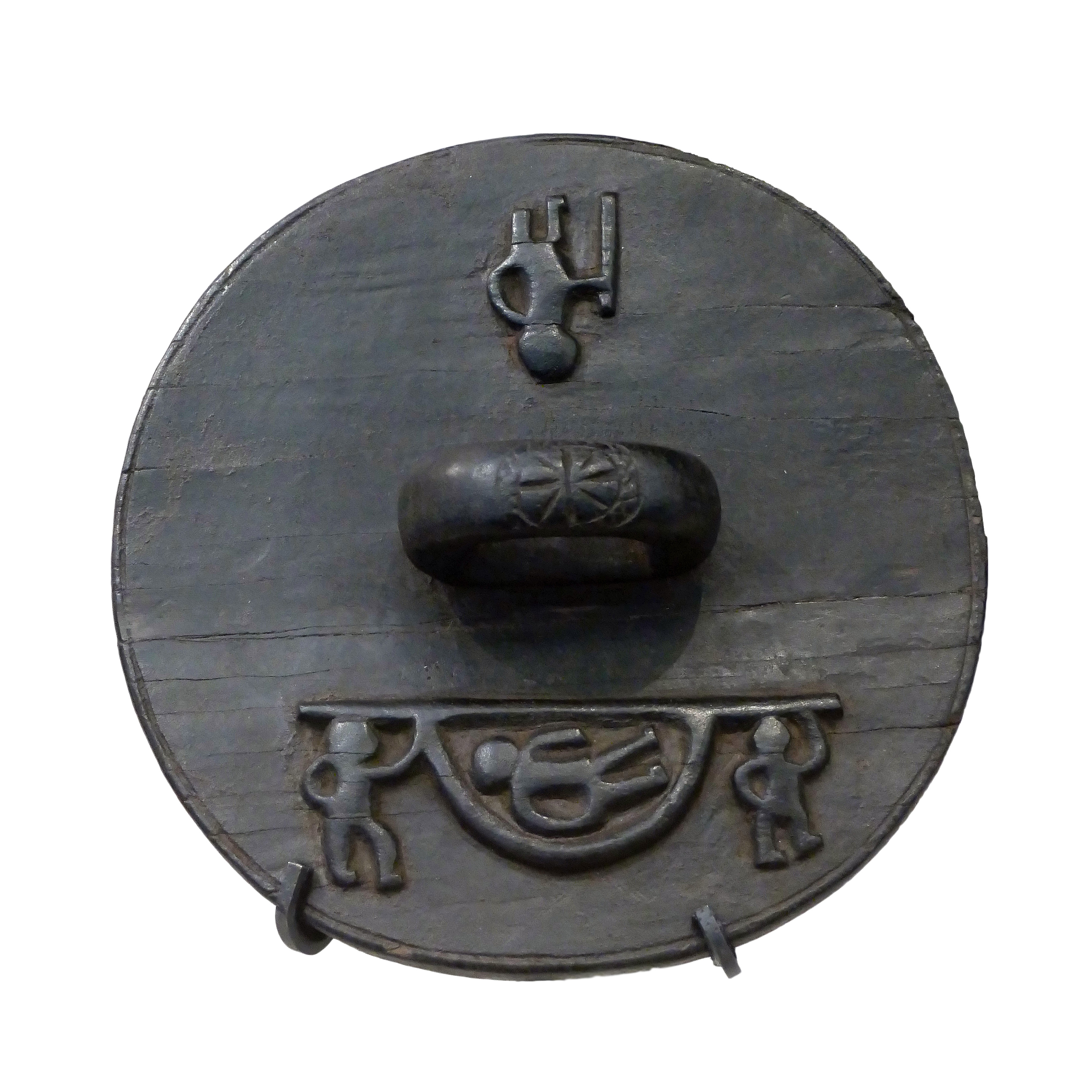
Uma tampa proverbial de madeira cuidadosamente esculpida, parte das tradições do clã bauóio e do reino de Angoio. A simbologia presente na tampa provavelmente faz referência aos provérbios sobre a injustiça social e aos desassistidos socialmente, uma vez que retrata (abaixo) um homem em uma maca de resgate carregado por dois outros homens, e (acima) um homem aleijado ou ferido, apoiado em uma bengala.

Exploradores, missionários e comerciantes portugueses chegaram à foz do rio Congo na metade do século XV, fazendo contacto com o manicongo (nome pelo qual era chamado o mandatário do Reino do Congo). O manicongo controlava grande parte da região através da afiliação com reinos minoritários, tais como os de Loango, Cacongo e Angoio-Nagoio, todos eles tributários do antigo reino do Congo e situados parcial ou totalmente em terras que correspondem atualmente a Cabinda.
O reino de Cacongo, um dos Estado confederados do reino do Congo e mais importante ente soberano a se desenvolver naquele território, mantinha capital em Caio-Caliado (actual cidade de Tando Zinze). Em 1490 Cabinda resumia-se a um pequeno povoado de pescadores e caçadores que vivia a beira-mar. A partir das cercanias de 1530 torna-se a mais importante saída marítima do reino de Cacongo. Mercadores portugueses interessados no comércio do cobre, marfim e escravos começaram a estabelecer feitorias no reino do Cacongo entre as décadas de 1600 e 1610, com destaque particular para Jorge Rodrigues da Costa e Duarte Dias Marques, os primeiros a ter titulação de arrendatário.
Com o passar dos anos, portugueses, neerlandeses e britânicos estabeleceram postos de comércio, fábricas de extração de madeira e de óleo de palma em Cabinda. O comércio continuou e a presença europeia cresceu, resultando em conflitos entre as potências coloniais rivais, com destaque especial para a Expedição de Cabinda, em 1723, onde uma aliança luso-brasileira investiu contra as posições britânicas e as derrotou.
No restante do século XVIII escravidão passou a se tornar o maior foco do comércio cabindino, desestabilizando a relação entre as entidades que dominavam o território, com os reinos do sul e do litoral, Cacongo e Angoio, sustentando-se no tráfico de escravos capturados nas tribos do norte, sob influência de Loango, nas zonas mais interiores das Cordilheiras de Maiombe.

### Primeiras revoltas, presença brasileira e fim da escravidão
Em 1783 Angoio aliou-se ao Cacongo e a França para destruir o Fortaleza Portuguesa de Cabinda, tentativa bem sucedida, mas que trouxe um período de instabilidade especialmente para as terras cabindinas que, diferentemente do restante de Angola, era um território então cercado por zonas de influência francesa, possuidoras de dinâmica comercial distinta. A tormenta regional persistiu até o final das Guerras Napoleônicas, quando o Angoio iniciou o processo de fragmentação política.
Dentro do Tratado do Rio de Janeiro, de 1827 a 1830, a Armada Imperial Brasileira estabeleceu a base naval da Divisão Naval do Leste no território de Cabinda, fazendo deste efetivamente o único território colonial brasileiro fora da América do Sul. A presença brasileira fez o reino Angoio ser dissolvido, dado que quebrou o tráfico de escravos neste.
O fim definitivo do comércio de escravos no território ocorreu entre 1836 e 1847, com as dificuldades financeiras aumentando no Cacongo, e concentrando-se actividades ao redor da Fortaleza de Cabinda, onde passou a existir um movimentado mercado portuário de peixes, de panos lubongo, de sal e de madeira.
Os portugueses tentaram estebelecer acordos comerciais de garantia de comércio com o interior da região em 1853 e 1854 enviando emissários para reuniões com os três principais reinos de Cabinda. Na terceira das reuniões, a comissão lusitana foi recebida com hostilidade, retornando suas posições para a Fortaleza. Conseguindo uma aliança com o rei Mambuco Puna, do Reino Cacongo, a baía de Cabinda foi confirmada como zona de monopólio comercial português em 1855. Um ano antes o príncipe Mpolo, do Principado do Malembo, já havia se aliado a Portugal oferecendo-lhe o monopólio comercial na baía de Malembo.
Em seguida, Portugal lançou então a empreitada de erguer uma missão religiosa na localidade de Cacongo (à época somente uma vila do município de Cabinda), que gerou, na década de 1880, a Prefeitura Apostólica do Baixo Congo no Cubango (ou do Congo Português), fixando um bispo no território, permitindo a cristianização católica da quase totalidade da população.

### Protetorado do Congo Português

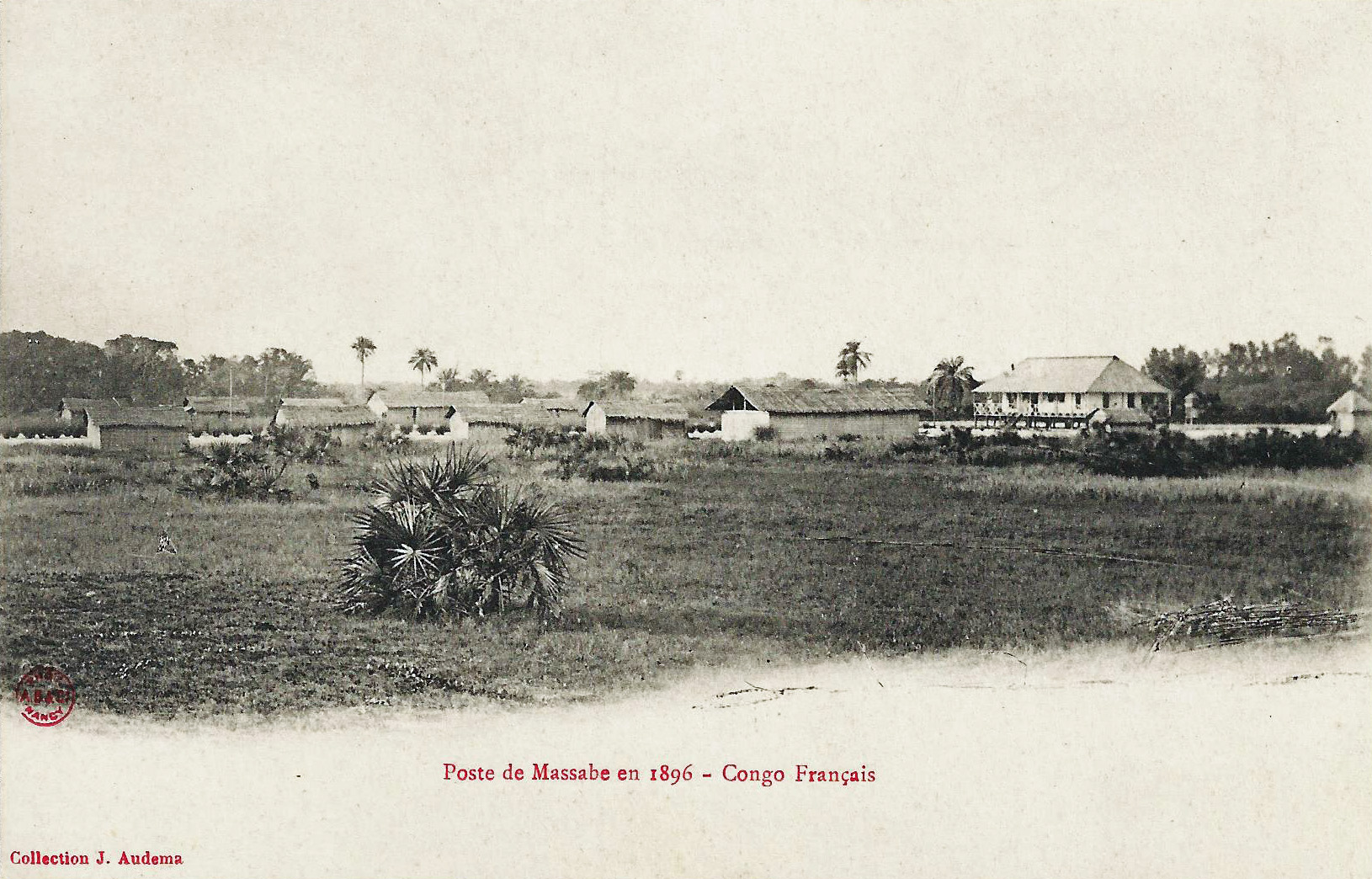
Posto de Massabi, em 1896.

No quadro da "corrida europeia para África", Portugal concluiu em fevereiro de 1885, com os chefes dos reinos ao norte de Angola, o Tratado de Simulambuco que daria a região o status de protectorado da Coroa Portuguesa "sob permissão dos príncipes e governantes do Congo" reservando dessa forma os direitos de governação do território.
Por ocasião da Conferência de Berlim, realizada no mesmo ano — quando simultaneamente nasceram o Congo Belga (antigo Zaire e atual República Democrática do Congo) e o Congo Francês (atual República do Congo ou Congo-Brazavile) —, a atribuição de Cabinda a Portugal foi internacionalmente confirmada, adotando-se a designação Congo Português.
No entanto, como a Bélgica reivindicou uma saída para o Atlântico para o Congo Belga, foi-lhe concedido um "corredor" constituído pelos territórios adjacentes ao rio Congo. Desta maneira foi cortada a ligação por terra, anteriormente existente, entre Cabinda e o restante Reino do Congo.

### Do distrito à província
Quase junto da formação política do Protetorado do Congo Português, Portugal criou o distrito do Congo (atual província do Uíge), em 31 de maio de 1887, e; na portaria nº. 867, de 10 de julho de 1912, os limites provisórios do distrito do Congo são definidos, com o Protetorado do Congo Português iniciando o processo de ser absorvido neste. A cidade de Cabinda foi a sede do protetorado e do distrito do Congo até 1917, quando passa a ser a cidade de Maquela do Zombo. O protetorado foi haurido como colônia plena no ato de transferência da sede distrital.
Embora já um Protetorado estabelecido na década de 1900, Cabinda sofria de um certo vazio económico em relação ao restante de Angola, além de um alegado vazio populacional longe da faixa litorânea, aliado a ausência de estradas e vias de transporte. Para superar esses três cenários foi fundada, em 1903, a Companhia de Cabinda, com sede administrativa em Lisboa. Dentre outras coisas, a Companhia implantou indústrias de fabricação de óleo de palma e lavouras de café e cacau nas zonas de Buco-Zau, Belize e norte de Caconda, além de estebelecer uma rede de transporte fluvial de canoas e barcos a vapor, que utilizavam como via principalmente o rio Chiluango para acessar os territórios do interior e do norte. Entretanto os estudos demográficos da Companhia atestaram que a população cabindina era flutuante e condicionada aos esforços coloniais franceses e belgas, que se empenhavam em atrair mão-de-obra, esvaziando Cabinda. A questão da força de trabalho só foi resolvida entre as décadas de 1920 e 1930, com a proibição da livre circulação sob pretexto de impedir a miscigenação com as populações dos congos sob domínio belga e francês e a difusão de ideias nacionalistas e tribalistas.
Por portaria nº. 50, de 28 de fevereiro de 1919, o território do distrito do Congo foi desmembrado para constituir o "distrito de Cabinda", ficando o antigo distrito do Congo responsável administrativamente pela região continental ao sul do rio Congo e o novo distrito com o enclave de Cabinda e as ilhas do rio Congo.
Mas pelo decreto nº. 18 662, de 24 de julho de 1930, em face das dificuldades financeiras que se atravessavam e como medida de compressão de despesas, foi revista a divisão administrativa passando Angola a ter apenas oito distritos; o distrito de Cabinda tornou-se "Intendência-Geral de Zaire e Cabinda", que ficou sob a jurisdição direta do governador do distrito do Congo.
O decreto nº. 40 225, de 5 de junho de 1955, acabou por dividir Angola em 13 distritos, tendo Cabinda deixado de ser Intendência-Geral e conseguido a restauração de seu estatuto de distrito, ficado sob jurisdição da província de Luanda até 1972, quando finalmente tornou-se plenamente província. Cabe ressaltar que o decreto-lei 571/34, de 24 de fevereiro de 1934 já havia restaurado Cabinda ao estatuto de distrito, mas não foi cumprido.

### Período colonial tardio e processo de descolonização

Bandeira da FLEC-EC

No quadro do sistema colonial estabelecido em Angola, a partir de 1960 Cabinda passou a ter certa importância económica regional, fato que levou a um significativo desenvolvimento do corredor Cabinda-Lândana-Massabi-Ponta Negra, sem grande interesse no interior, com o litoral dotado de um movimentado porto que sustentava-se na exportação de madeira, café e cacau. A situação mudou dramaticamente quando, em 1954, a Cabinda Gulf Oil Company (parte do grupo estadunidense Chevron) obteve a concessão da exploração do petróleo de Cabinda. Em 1962 foram descobertos importantes jazidos de petróleo ao largo de Malembo, em águas pouco profundas que iam de 10 a 20 metros, o que levou Portugal a promover de imediato a sua exploração. Em 1967 Cabinda já fornecia petróleo à Chevron.
No mesmo período a Igreja Católica, representada pelas missões de São Tiago Maior de Lândana-Cacongo e Santa Maria de Cabinda, pilares do sistema sociocultural e político em Cabinda, levou a cabo uma razoável expansão da educação escolar no território se comparada aos números verificados noutros distritos angolanos, feito principalmente atribuído ao trabalho conjunto com o educador cabindino José Pinheiro da Silva.
Porém, no fim da década de 1950 e inícios da década de 1960, constituíram-se no território vários grupos que se insurgiam contra a dominação colonial; neste meio havia desde o início a ideia de uma independência de Cabinda separada de Angola. Ficaram em evidência o Movimento para a Libertação do Enclave de Cabinda (MLEC), apoiado pelo Congo-Brazavile, o Comité de Acção da União Nacional de Cabinda (CAUNC) e a Aliança Nacional do Maiombe (ALIAMA), este o porta-voz dos subgrupos étnicos habitantes das Cordilheiras de Maiombe. Em 1962, estes grupos uniram-se, formando em Brazavile a Frente para a Libertação do Enclave de Cabinda (FLEC). Este movimento teve, desde o início, o propósito de promover para Cabinda uma independência separada da pretendida para Angola, desde os anos 1950, pelos movimentos nacionalistas Frente Nacional de Libertação de Angola (FNLA) e Movimento Popular de Libertação de Angola (MPLA), e a partir de 1966, também o da União Nacional para a Independência Total de Angola (UNITA).
Neste sentido, a FLEC constituiu em 1967 um "Governo de Cabinda no Exílio", com sede na Ponta Negra, no Congo-Brazavile. As atividades desenvolvidas pela FLEC foram, durante esta fase, no essencial de mobilização política em Cabinda, e de procura, por via diplomática, de um reconhecimento internacional alargado.
Em simultâneo, a FNLA e o MPLA desenvolveram a partir do Zaire (e o MPLA mais tarde a partir do Congo-Brazavile) operações militares em Cabinda, no essencial em regiões do interior, de acesso mais difícil. Estas operações obrigaram Portugal a reforçar consideravelmente a sua presença militar em Cabinda, conseguindo deste modo conter a penetração dos dois movimentos — tarefa facilitada pelos frequentes conflitos armados entre ambos. No fim da década de 1960, a FNLA cessou praticamente as suas operações em Cabinda, enquanto o MPLA marcou relevante presença militar até ao fim da era colonial. MPLA e FLEC rivalizaram fortemente no campo da mobilização política entre 1972 e 1974.
Após a Revolução do 25 de Abril de 1974 em Portugal, a situação militar na província rapidamente tornou-se favorável ao MPLA que, a partir da vila de Miconje, levou a cabo a campanha militar Miconje-Cabinda, tomando as localidades de Belize, Buco-Zau, Dinge e Cabinda. A campanha foi fundamental para que a província de Cabinda permanecesse sob a guarda angolana, visto que, em 1975, nas vésperas da independência nacional, ocorreram intensos combates na batalha da fronteira Antó/Iema contra as forças conjuntas da FNLA e do Exército Zairense, operação que vitimou o notório Comandante Gika. Ao que conseguiram repelir a entrada na fronteira, passaram aos combates da batalha do Morro do Chizo, na zona sul da cidade de Cabinda, contra a unidade da FNLA, que estava nas margens do rio Lucola, vencendo os rivais.
Vencido o FNLA e o Zaire no território cabindino, o MPLA passou a defender a continuação do enclave como parte integrante de Angola, e procurando neutralizar os militantes da FLEC. Por sua vez a FLEC, na altura dividida em várias correntes, tinha declarado a independência separada e a formação da República de Cabinda em 1º de agosto de 1975, criando rapidamente um pequena força militar que operava somente nas zonas de difícil acesso, floresta densa e de montanhas, longe das cidades cabindinas. Por fim, a FLEC tentou uma invasão surpresa a partir do Zaire, mas foi sem problemas maiores totalmente rechaçada do território pelo MPLA em 4 de janeiro de 1976, pondo fim a República de Cabinda.

### Período pós-colonial em Cabinda
Nas circunstâncias em que foi alcançada a independência de Angola — o MPLA a conquistar o poder, e UNITA e FNLA a desencadearem de imediato a Guerra Civil Angolana — o petróleo de Cabinda tornou-se no recurso económico vital para a sobrevivência do novo Estado angolano. Por um lado, este investiu fortemente na protecção militar das instalações de extração do petróleo, valendo-se durante algum tempo do apoio por parte de unidades cubanas; por outro lado, concluiu rapidamente contratos com companhias estadunidenses, especializadas na extração de crude.
Dada a rápida decadência da FNLA enquanto força militar, e a impossibilidade de a UNITA chegar até Cabinda, esta não foi, porém, afetada pelas operações militares, durante e Guerra Civil. Em contrapartida, a FLEC — apesar das suas divisões internas — retomou algum fôlego, menos em termos de ações armadas, mas com uma significativa capacidade de mobilização política. Esta última foi de certo modo facilitada por um apoio secreto fornecido pela Bélgica e pela França, além do apoio declarado do Zaire.
Os conflitos, que duraram longos anos, suscitaram a intervenção de várias forças da sociedade civil de Cabinda, com destaque para a Igreja Católica, com o fim de conseguir a pacificação. Porém, só depois do fim da Guerra Civil Angolana foi assinado, em 1 de julho de 2006, um "Memorando de Entendimento para a Paz e a Reconciliação da Província de Cabinda", entre o Governo de Angola e o Fórum Cabindês para o Diálogo, órgão da sociedade civil que também integra parte das tendências da FLEC.
Em consequência deste entendimento, os efectivos militares da FLEC foram aquarteladas e a 6 de janeiro de 2007, alguns destes elementos incorporados nas Forças Armadas Angolanas e na Polícia Nacional. Um dos dirigentes da FLEC, António Bento Bembe, passou a integrar o Governo de Unidade e Reconciliação Nacional, em Luanda. Um contingente de bolsas de estudo foi atribuído a pessoas anteriormente envolvidas na oposição ao Estado angolano. O governo do MPLA passou a atribuir a Cabinda uma parcela maior dos lucros obtidos no setor petrolífero que, dentre várias outras melhorias, destaca-se a criação, em 2009, da Universidade 11 de Novembro, na cidade de Cabinda, além da reforma de infraestruturas de transporte e logística na província.

### Décadas de 2010 e 2020
No entanto, elementos inconformados da FLEC acabaram por realizar ataques esporádicos contra forças do governo nas selvas e também contra instalações de empresas sediadas no território. Para demonstrar normalidade, Cabinda havia sido escolhida como uma das sub-sedes do Campeonato Africano das Nações de 2010, uma competição continental de futebol organizada em Angola. A FLEC aproveitou esta oportunidade para levar a cabo um ato terrorista, atacando o autocarro que fazia o transporte da selecção do Togo, matando o motorista e ferindo dois jogadores. Este ato suscitou fortes reações da comunidade internacional e da parte dos serviços de segurança de Angola.
Em janeiro de 2011, na França, foi preso Rodrigues Mingas, líder da FLEC/PM, acusado de ser o principal mandante do atentado ao autocarro da selecção do Togo. Em inícios de março de 2011, as Forças Armadas Angolanas conseguiram emboscar e assassinar Gabriel Nhemba "Pirilampo", o chefe do Estado-Maior das Forças Armadas de Cabinda (FAC), o braço armado da FLEC, momento em que as mais importantes bases secretas dos separatistas foram desmanteladas.
Depois dos separatistas sofrerem severas derrotas militares entre 2010 e 2018, houve pedido formal de negociações de paz, mas não houve avanço do processo. Cerca de 4 anos depois, o período das eleições gerais de Angola de 2022 foi especialmente violento na província em função das operações da FLEC que, com várias ações-relâmpago, tentou forçar um boicote eleitoral, destruíndo seções de voto e assassinado soldados angolanos. O reflexo foi a primeira derrota eleitoral do MPLA na província, com a UNITA conquistando quatro das cinco cadeiras parlamentares do círculo eleitoral cabindino.

## Economia

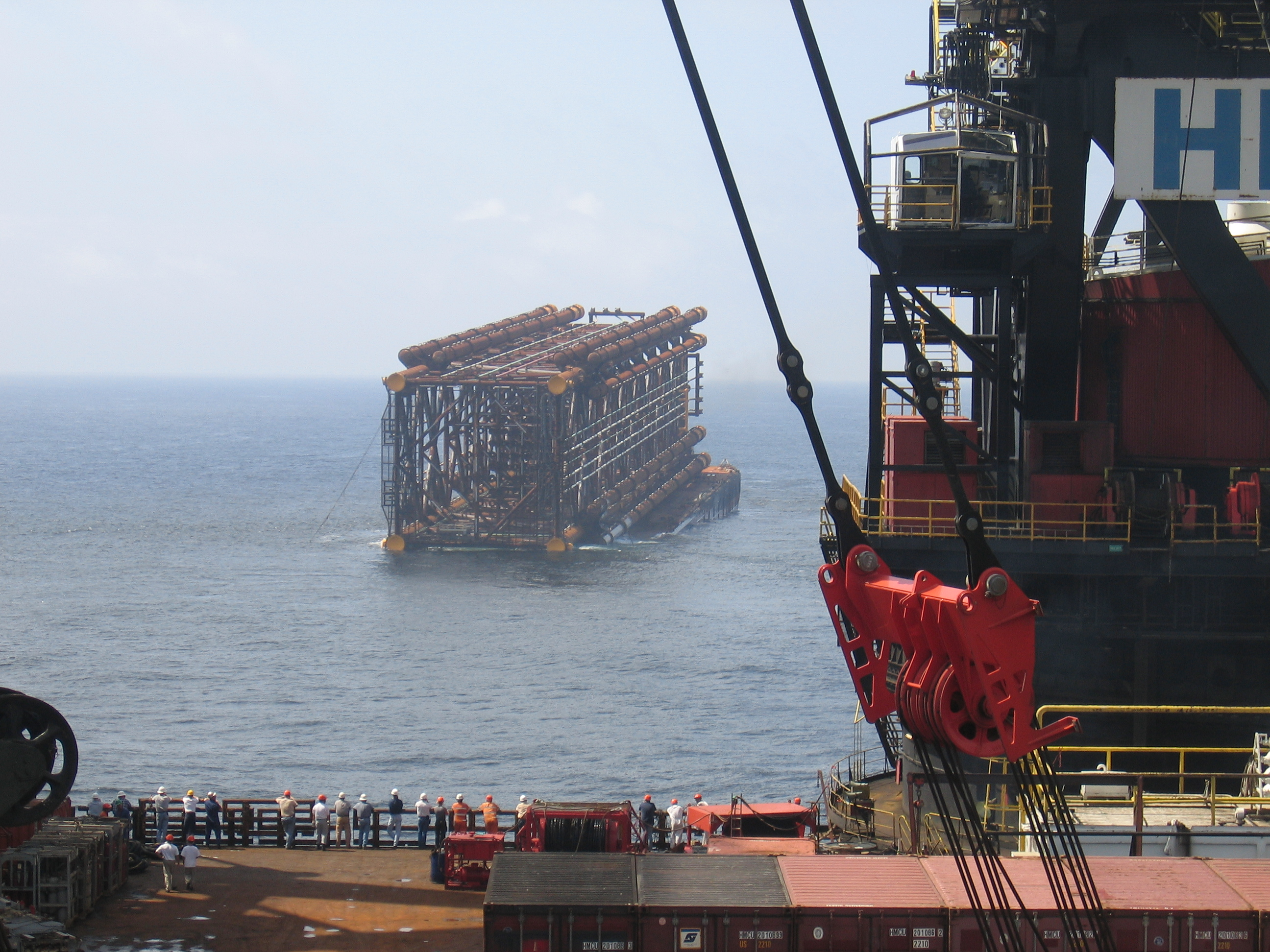
Operação de instalação de uma torre de extração petrolífera no litoral cabindino, em 2005.

Até ao fim da era colonial, Cabinda produzia contingentes importantes de madeira e café, e mais reduzidos de cacau e óleo de palma. Houve inclusive um início de turismo no litoral. Em consequência dos conflitos verificados entre 1974 e 2006, estas actividades económicas reduziram-se muito, apresentando certa recuperação a partir de 2010.

### Agropecuária e extrativismo
A agricultura provincial tende a ser de base de subsistência, ou seja, sem exportação de excedentes, concentrada na principalmente nas culturas de café, cacau, amendoim, banana, mandioca, batata, feijão e milho.
Outras atividades importantes são os rebanhos bovinos (para leite e corte), a suinocultura, a criação de galináceos (carne e ovos), a captura de mariscos e a pesca fluvial e marítima; esta última serve para a subsistência e também para a venda de excedentes ao Congo-Quinxassa e ao restante de Angola.

### Indústria, petróleo e mineração
No setor industrial observa-se a existência de muitas plantas agroindustriais, para processamento de alimentos, óleos culinários, carnes e leite, além da produção de derivados. Outra categoria industrial importante é a de extração madeireira, concentrada no norte da província de Cabinda.
Na província está em implantação o Polo Industrial do Fútila (PIF), na zona norte da capital provincial. Prevê-se no PIF a instalação de unidades fabris de produtos químicos, plantas agroindustriais, de materiais de apoio à indústria petrolífera e de construção civil.
A atividade industrial de maior relevo na província é a de extração e armazenamento de petróleos e outros hidrocarbonetos. Em 2010 o crude extraído em Cabinda representava cerca de 70% de todo o petróleo exportado por Angola. Além do petróleo, a mineração industrial está concentrada também na extração de fosfato e de argila, registrada nas minas de Cacáta, Mongo Tando, Chibuete, Ueca, Chivovo e Cambota. O centro de operações está na vila de Lucula Zenze. Há ainda reservas de manganês, titânio, burgau, cal, potássio, ouro e urânio.
Especificamente em relação à manufatura do bordão, vinculada à cultura local, esta é uma fibra vegetal tradicional africana fabricada a partir das folhas das ráfias, empregada principalmente para confeccionar cestos, esteiras, roupas, sacos e tecidos diversos (para roupas e tecidos, é mais conhecido somente como ráfia ou pano lubongo). Em terras cabindinas o bordão é feito das subespécies Raphia matombe e Raphia textilis (mais utilizada).

### Comércio e serviços
O comércio em Cabinda é de bases locais, servindo basicamente ao atendimento da população no suprimento de alimentos e itens domésticos básicos; o principal centro atacadista é a capital provincial.
No setor de serviços o destaque está nas atividades relacionadas à logística e transporte, geradoras de grandes divisas e massa salarial. Isso se explica observando a geografia da província, que é um exclave, dependendo fortemente de seus portos, no Complexo Portuário de Cabinda, para transporte de cargas pesadas e vitais para o restante de Angola.

## Infraestrutura

### Transportes
A província dispõe do Complexo Portuário de Cabinda, do Aeroporto Maria Mambo Café e de uma razoável rede rodoviária que cobre quase a totalidade de seu território, composta pelas rodovias EN-100, que liga o Iema ao Massabi, a EN-201 que liga a cidade de Cabinda ao Tando Zinze e ao Lucula Zenze, a EN-202, que a liga o Malembo ao Lucula Zenze, e a EN-200 que liga o Bichequete ao Dinge, Buco-Zau, Belize e Miconje. Outras rodovias incluem a EN-101, a EC-301 e a EC-300.

### Educação
No que tange a educação superior, a província dispõe da Universidade 11 de Novembro, com dois campi em seu território, sendo um na própria cidade de Cabinda e outro na cidade de Buco-Zau.